# Josh Wiggins

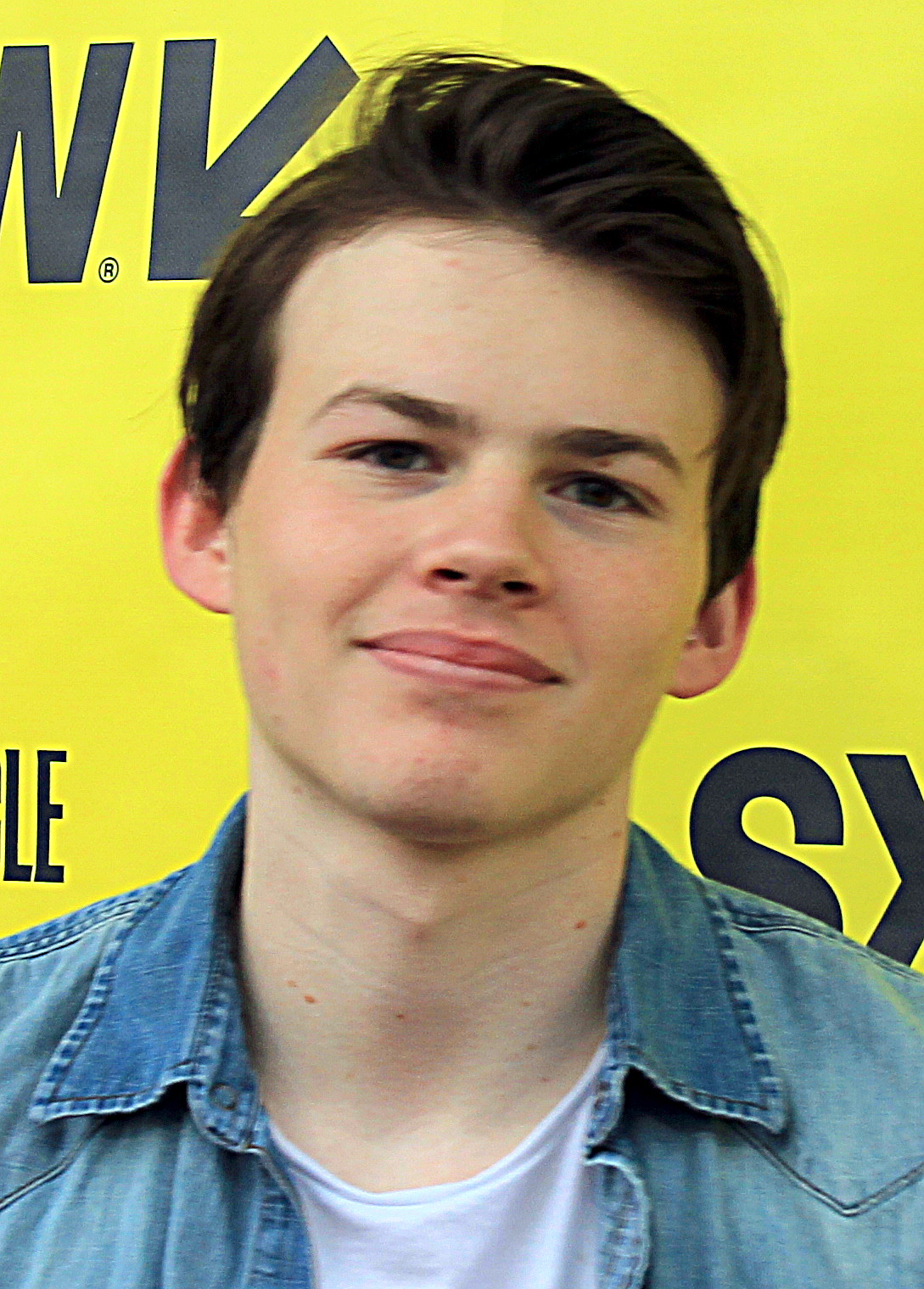
Josh Wiggins (2017).

Josh Wiggins (Houston, 2 novembre 1998) è un attore statunitense.

## Biografia
Nel 2014 debutta sul grande schermo con il film Hellion diretto da Kat Candler, con Aaron Paul e Juliette Lewis, presentato in anteprima al Sundance Film Festival.
Ha recitato per Keith Behrman nel lungometraggio Giant Little Ones, presentato al Toronto Film Festival del 2018.

## Filmografia

### Attore
- Hellion, regia di Kat Candler (2014)
- Max, regia di Boaz Yakin (2015)
- Lost in the Sun, regia di Trey Nelson (2015)
- Mean Dreams, regia di Nathan Morlando (2016)
- Walking Out, regia di Alex & Andrew J. Smith (2017)
- The Bachelors - Un nuovo inizio (The Bachelors), regia di Kurt Voelker (2017)
- Giant Little Ones, regia di Keith Behrman (2018)
- Light from Light, regia di Paul Harrill (2019)
- Greyhound - Il nemico invisibile (Greyhound), regia di Aaron Schneider (2020)
- I Used to Go Here, regia di Kris Rey (2020)
- Armor, regia di Justin Routt (2024)

### Doppiatore
- Apollo 10 e mezzo (Apollo 10 1⁄2: A Space Age Childhood), regia di Richard Linklater (2022)

## Doppiatori italiani
Nelle versioni in italiano delle opere in cui ha recitato, Josh Wiggins è stato doppiato da:
- Danny Francucci in Armor